# Conotyla humerosa
Conotyla humerosa är en mångfotingart som beskrevs av Loomis 1943. Conotyla humerosa ingår i släktet Conotyla och familjen Conotylidae. Inga underarter finns listade i Catalogue of Life.